# За Калваријо
За Калваријо (словен. Za Kalvarijo) је насељено место у општини Марибор, Подравска регија, Словенија.

## Историја
До територијалне реорганизације у Словенији било је у саставу старе општине Марибор.

## Становништво
У попису становништва из 2011. године, За Калваријо је имало 157 становника.
| Број становника према пописима | Број становника према пописима | Број становника према пописима |
| ------------------------------ | ------------------------------ | ------------------------------ |
| 1991                           | 2002                           | 2011                           |
| 104                            | 136                            | 157                            |

## Галерија
- поглед према Марибор
- пејзаж
- пејзаж
- унутрашњост цркве